# Klekotnica
Klekotnica, krotalaria, gruchatka (Crotalaria L.) – rodzaj roślin należący do rodziny bobowatych. Obejmuje około 700 gatunków (715 gatunków o nazwach zweryfikowanych i zaakceptowanych wymienia baza danych Plants of the World). Największa ich liczba rośnie we wschodniej i południowej Afryce (ok. 500, w tym 34 endemity Madagaskaru), ale przedstawiciele rodzaju występują w całej strefie międzyzwrotnikowej oraz w przyległych obszarach strefy umiarkowanej. Rosną w okresowo suchych lasach tropikalnych i subtropikalnych, w kserofitycznych zaroślach i formacjach trawiastych, często na terenach zaburzonych, na glebach piaszczystych i skalistych.
Liczne gatunki z tego rodzaju to rośliny użytkowe – włóknodajne, paszowe, ozdobne, uprawiane na zielony nawóz i wykorzystywane leczniczo. Niektóre gatunki zawierają alkaloidy pirolizydynowe powodujące chroniczne zatrucia u zwierząt roślinożernych, karmionych paszą z nimi w składzie.
Zwyczajowa nazwa rodzaju pochodzi od rozdętych i drewniejących strąków, zawierających wysychające i w efekcie „klekoczące” lub „grzechoczące” nasiona.

## Morfologia

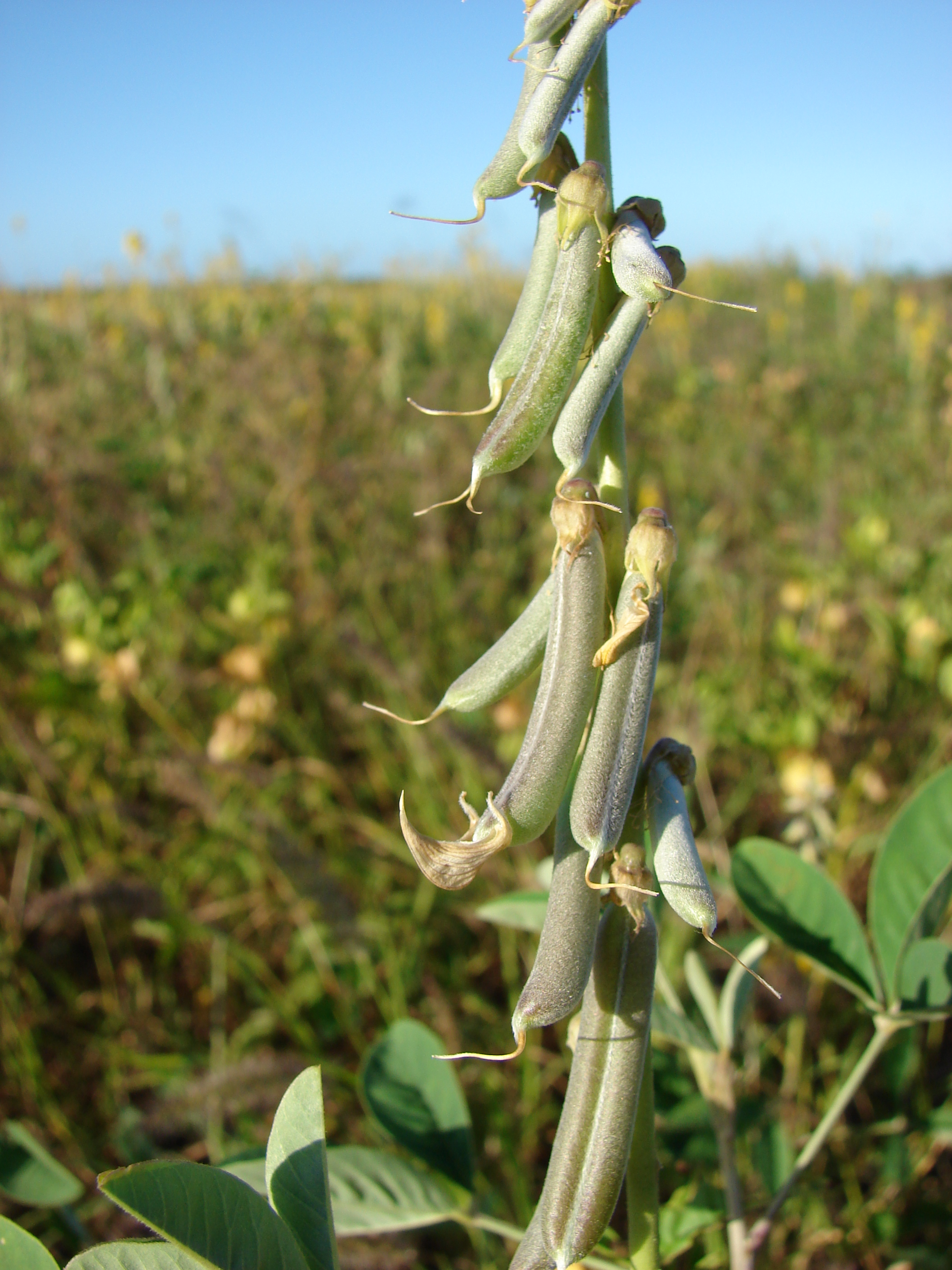
Dęte strąki Crotalaria incana

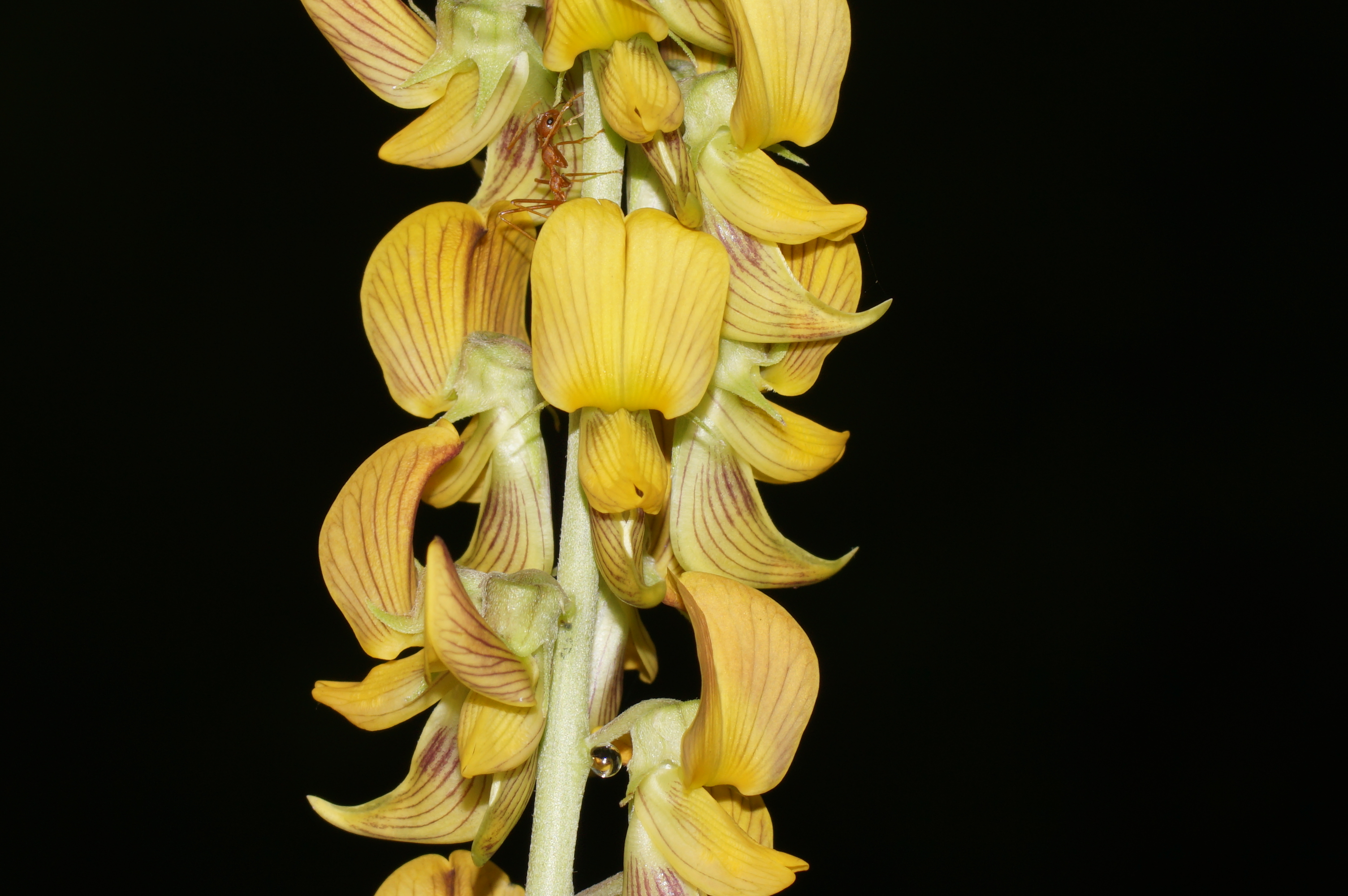
Kwiaty Crotalaria striata

PokrójW większości byliny, krzewy i krzewinki, często względnie krótko żyjące, rzadziej niewielkie drzewa i rośliny jednoroczne. Pędy na przekroju okrągłe lub kanciaste.
LiścieOsadzone na pędzie spiralnie, ogonkowe, o blaszce pojedynczej lub trójlistkowej, wsparte przylistkami, które mogą być podobne do listków liścia lub zredukowane do formy nitkowatej lub całkiem zanikłe. Listki całobrzegie.
KwiatyZebrane w szczytowe grona, rzadziej wyrastają w kątach liści, rzadko też kwiatostany są skrócone, tak że przypominają główki. Kwiaty zwykle osadzone są na szypułkach i wsparte dwiema przysadkami. Działek kielicha jest 5, zrośniętych ze sobą w różnym stopniu. U części gatunków kielich jest symetryczny, u innych grzbiecisty – z górną wargą z dwoma ząbkami i dolną z trzema. Płatki korony zwykle żółte, rzadziej białe, czerwonofioletowe lub ciemnofioletowoniebieskie. Płatek górny (żagielek) jest okrągły lub podługowaty, dwa boczne płatki (skrzydełka) są jajowate lub wąskoeliptyczne, a dwa dolne tworzą zaokrągloną lub ostrogrzbiecistą łódeczkę, zwykle wyciągniętą w ostry koniec. Pręcików jest 10, przy czym 5 jest dłuższych, a 5 krótszych. Zalążnia z dwoma lub większą liczbą  zalążków zwieńczona zakrzywioną szyjką słupka, a ten drobnym znamieniem.
OwoceStrąk, suchy, walcowaty, podługowaty lub kulistawy, zwykle wyraźnie dęty, rzadziej ścieśniony, z dwoma lub większą liczbą nasion, na szczycie z dzióbkiem z trwałego słupka lub bez niego.

## Systematyka
Rodzaj reprezentuje (zresztą jako rodzaj typowy) plemię Crotalarieae w obrębie podrodziny Faboideae i rodziny bobowatych Fabaceae.

## Zastosowania
Klekotnica sitowata C. juncea dostarcza białawych włókien o długości ok. 1 m i małej higroskopijności, które wykorzystywane są do wyrabiania sznurów i lin, dodawane do tkanin i służą do wyrobu bibułek papierosowych oraz sieci rybackich. Mocnych włókien dostarcza także C. spectabilis a C. cunninghamii daje włókna, z których Aborygeni w Australii wykonują sandały umożliwiające poruszanie się po rozgrzanych piaskach i skałach pustyni.
C. spectabilis wykorzystywana jest leczniczo jako źródło monokrotaliny.
Jako rośliny paszowe i zielony nawóz stosuje się: C. brevidens, C. lancoelata, C. pallida, C. micans i C. usaramoensis.
Do nasadzeń przeciwerozyjnych wykorzystuje się: C. brevidens, C. lancoelata, C. spectabilis. C. pallida sadzona jest jako uprawa okrywowa na plantacjach kokosów, herbaty i kauczukowców, w Chinach w podobnym celu uprawia się C. usaramoensis.
Jako rośliny ozdobne uprawiane są: C. spectabilis, klekotnica przylądkowa C. capensis, C. agatiflora, C. semperflorens.